# Выема
Выема — река в России, протекает по территории Лешуконского района Архангельской области. Устье реки находится в 3 км по правому берегу реки Комы. Длина реки — 20 км.

## Данные водного реестра
По данным государственного водного реестра России относится к Двинско-Печорскому бассейновому округу, водохозяйственный участок реки — Мезень от истока до водомерного поста у деревни Малонисогорская. Речной бассейн реки — Мезень.
Код объекта в государственном водном реестре — 03030000112103000045975.